# Charles Pasqua

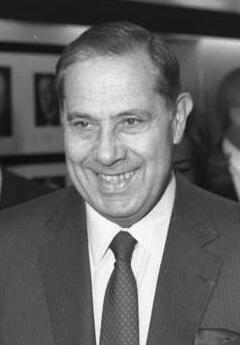
Charles Pasqua (1987)

Charles Pasqua (* 18. April 1927 in Grasse, Département Alpes-Maritimes; † 29. Juni 2015 in Suresnes, Département Hauts-de-Seine) war ein französischer Geschäftsmann und Politiker. Von 1986 bis 1988 sowie von 1993 bis 1995 war er französischer Innenminister.

## Karriere
Charles Pasqua war der Sohn des Polizeibeamten André Pasqua aus Grasse und dessen Frau Françoise Rinaldi; sein Großvater war ein Schäfer aus dem korsischen Dorf Casevecchie. Mit 15 Jahren gehörte Pasqua der Résistance unter dem Decknamen „Prairie“ an. Charles Pasqua begann ein Jurastudium, schloss es jedoch nie ab. Er begann seine Karriere 1952 als Mitarbeiter des französischen Alkoholika-Herstellers Paul Ricard. Bis 1971 blieb er für dieses Unternehmen tätig, wo er es vom Verkaufsinspektor über den Regional- und Handelsdirektor bis zum Verkaufsleiter und Exportleiter brachte und als Nummer 2 des Konzerns seinen Zenit erreichte. 1967 machte er sich zusammen mit Kollegen als Importeur amerikanischer Alkoholika mit der Firma Euralim (Europe Alimentation) in Levallois-Perret selbständig.
1947 wirkte er an der Gründung der Sektion Alpes-Maritimes der gaullistischen Partei Rassemblement du peuple français (RPF) mit.
Gemeinsam mit Jacques Foccart half er 1959 Präsident Charles de Gaulle bei der Gründung des Service d’action civique (SAC), um den terroristischen Aktionen der OAS während des Algerischen Unabhängigkeitskriegs (1954–1962) zu begegnen. Die SAC wurde mit den Untergrundaktionen der gaullistischen Bewegung beauftragt und nahm an der Organisation der gaullistischen Gegendemonstration vom 30. Mai 1968 teil. Nach dem „Auriol-Massaker“ in der Nacht zum 18. Juli 1981 wurde sie von Präsident François Mitterrand aufgelöst (die fünf Mitglieder des Auriol-Kommandos wurden am 1. Mai 1985 zu Haftstrafen zwischen 15 Jahren und lebenslänglich verurteilt, obwohl der eigentliche Kopf hinter dem Mord an Inspektor Massie nie identifiziert wurde).
1964 trat Pasqua erstmals als politischer Kandidat bei der Wahl der Handelskammer von Marseille in der Liste „freie Unternehmen“ an.
Als Vizepräsident der SAC wurde er von 1968 bis 1973 für die gaullistische Union pour la défense de la République (UDR) als Abgeordneter in die Französische Nationalversammlung für Clichy/Levallois-Perret für das Département Hauts-de-Seine gewählt. Von 1974 und 1976 gehörte er der Parteiführung an. Von 1981 bis 1986 war Pasqua Senator des Départements Hauts-de-Seine, zuletzt Fraktionsvorsitzender des gaullistischen Rassemblement pour la République (RPR) im Senat.

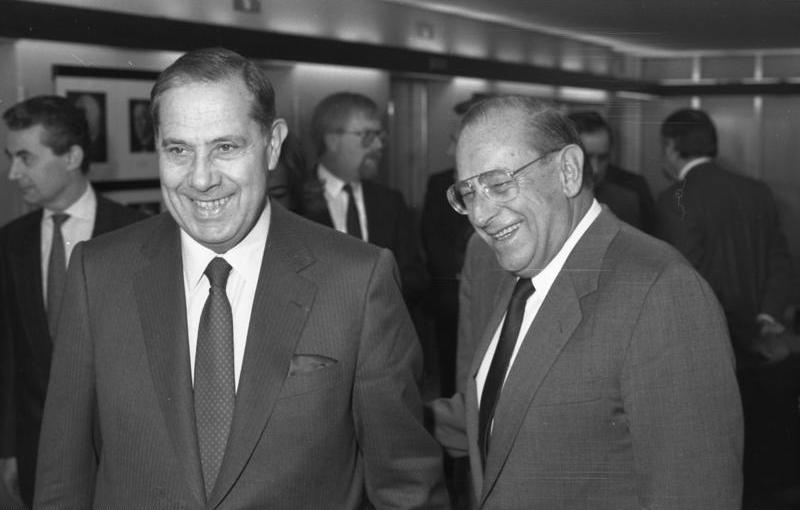
Charles Pasqua (links), 1987 in Bonn bei einem Treffen mit Innenminister Friedrich Zimmermann

1981 war Pasqua Cheforganisator der Präsidentschaftskampagne von Jacques Chirac, die dieser gegen François Mitterrand verlor. Während der ersten Cohabitation von 1986 bis 1988 im Kabinett Chirac und von 1993 bis 1995 im Kabinett Édouard Balladur war Pasqua Innenminister. In dieser Zeit wurde er meist mit dem Vorantreiben von Anti-Einwanderungsgesetzen (Lois Pasqua, 1993) in Zusammenhang gebracht. Damit verfolgte er das Ziel, die Einwanderung, von der er der Meinung war, sie habe unter der vorangegangenen sozialistischen Regierungen überhandgenommen, stark zu begrenzen. Zeitweise verfolgte er die Politik der „Null-Einwanderung“, der zéro-immigration, die möglichst jede außereuropäische Einwanderung verhindern sollte. So ließ er einen Abschiebeflug mit 101 Maliern durchführen.
1991 gründete Pasqua seine eigene Formation Demain la France (deutsch Morgen Frankreich). Zusammen mit Philippe Séguin empfahl er beim Referendum 1992 über den Vertrag von Maastricht eine Ablehnung. Anlässlich der Präsidentschaftswahlen 1995 unterstützte Pasqua Balladurs Kandidatur gegen Chirac und übernahm die Leitung der Partei. Chirac gewann die Kandidatur und die Wahl zum Präsidenten. 1995 führte Pasqua eine Visumpflicht für Menschen von den Komoren ein, einer Inselgruppe im Indischen Ozean bei Madagaskar, die bis 1975 zum französischen Kolonialgebiet gehörte, und schob zwangsweise zahlreiche Menschen aus den Komoren ab.
Mit der Argumentation, Chirac sei kein wahrer Erbe des Gaullismus, distanzierte sich Pasqua 1998 vom RPR und Chirac und gründete 1999 gemeinsam mit Philippe de Villiers den Rassemblement pour la France, für den er im gleichen Jahr zum Abgeordneten für das Europäische Parlament gewählt wurde. Dabei wurde seine RPF stärker als die von Nicolas Sarkozy angeführte RPR. Er war in dieser Legislaturperiode Vorsitzender der EU-skeptischen und nationalkonservativen Fraktion Union für das Europa der Nationen, der neben den französischen RPF-Abgeordneten u. a. Parlamentarier der italienischen Alleanza Nazionale und der irischen Fianna Fáil angehörten. Nach der Europawahl 2004 schied Pasqua wieder aus dem Europaparlament aus.

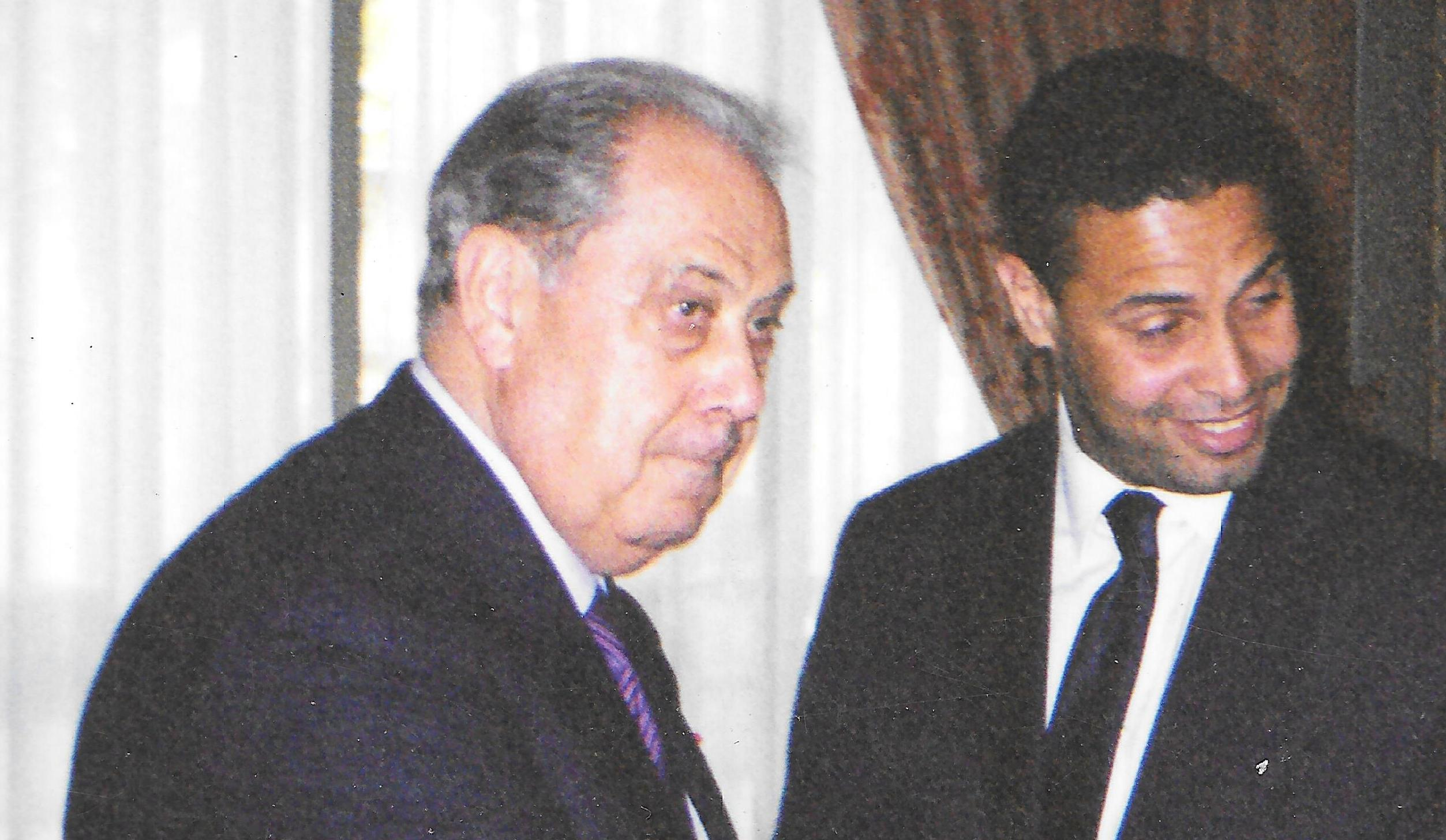
Charles Pasqua (links) mit Hassan Ben M’Barek (2003)

Bei der Präsidentschaftswahl 2002 bemühte sich Pasqua vergeblich um eine eigene Kandidatur. Er legte aber nicht die notwendigen 500 Unterschriften von staatlichen oder kommunalen Repräsentanten vor, die erst zur Teilnahme an den Präsidentschaftswahlen berechtigen. Eventuell entschied er sich letztlich gegen eine Kandidatur, weil die Teilnahme von Jean-Marie Le Pen an den Wahlen ihm nicht genügend politischen Raum überlassen würde. Im Mai 2002 erregte Pasqua Aufsehen mit der Forderung, eine Volksabstimmung über die Wiedereinführung der Todesstrafe in Frankreich durchzuführen.
Im September 2004 wurde Pasqua durch ein Wahlmännergremium für das Département Hauts-de-Seine in den Senat gewählt. Viele Kommentatoren behaupteten, dass seine Berufung in den Senat durch die parlamentarische Immunität motiviert gewesen sei, die eine weitere Strafverfolgung von Pasqua im Zusammenhang mit Korruptionsvorwürfen im Département Hauts-de-Seine ausschloss. 2011 kandidierte Pasqua nicht erneut.
Zwischen 1973 und 1976 und erneut zwischen 1988 und 2004 war Pasqua Präsident des Generalrats des Départements Hauts-de-Seine, wo er Nicolas Sarkozy als seinen Nachfolger (2004 bis 2007) aufbaute, obwohl ihm der 1983 bei der Wahl zum Bürgermeister in Neuilly-sur-Seine zuvorgekommen war.

## Korruptionsskandale
Pasquas Name wurde im Zusammenhang mit Korruptionsskandalen bei öffentlichen Wohnungsbauprojekten in der Region Hauts-de-Seine genannt. Außerdem wurde er von Ali Bourequat benannt, einem glühenden Kritiker der Zusammenarbeit der französischen Regierung mit dem marokkanischen Regime. Während er über seine Erfahrungen und die engen Verbindungen zwischen der marokkanischen und der französischen Regierung schrieb, reklamierte Bourequat, sowohl von der marokkanischen wie französischen Geheimpolizei bedroht und belästigt worden zu sein. Er floh in die USA, wo er 1995 als zweiter Flüchtling aus Frankreich politisches Asyl erhielt.
2004 erschien der Name Pasqua auf einer von al Mada publizierten Liste von Menschen, die angeblich Korruptionsgelder von Saddam Husseins Regierung während des Öl-für-Lebensmittel-Programms annahmen. Er stritt diese Beschuldigungen ab.
In einem Bericht 2005 vom US-Senat wurde Pasqua zusammen mit dem britischen Abgeordneten George Galloway erneut beschuldigt, unter dem UN-Regime Oil-for-Food Ölankaufsrechte besessen zu haben. Pasqua bestritt diese Vorwürfe und erwiderte, dass die vorgelegten Indizien des US-Senatsberichts zeigten, dass das irakische Regime zwar die Absicht gehabt hätte, Pasqua zu belohnen, und Öl„gutscheine“ an Verbindungsleute übergeben hätte, aber dass es keinen Hinweis darauf gäbe, dass irgendetwas davon bei ihm angekommen sei.
In einem Bericht vom 5. April 2006 der französischen Brigade zur Bekämpfung von Wirtschaftsverbrechen wurde Pasqua vorgeworfen, im Zusammenhang mit drei Verträgen Nutznießer von ca. 10,7 Mio. Barrel Öl während der Phasen 6, 7 und 8 des Programms Oil-for-Food gewesen zu sein, was er bestritt.

## Persönliches
Pasqua war verheiratet mit der aus Québec stammenden Jeanne Simard, die er in Grasse kennenlernte. Zusammen hatten sie einen Sohn namens Pierre-Philippe Pasqua (genannt Pierre Pasqua), der im Februar 2015 starb.
Charles Pasqua starb am 29. Juni 2015 im Hôpital Foch von Suresnes an akutem Herzversagen. Am 3. Juli folgte in Anwesenheit zahlreicher Politiker ein Requiem im Invalidendom in Paris. Die Beerdigung fand am 7. Juli in Grasse statt, unter Teilnahme von Nicolas Sarkozy, Carla Bruni, Bernadette Chirac und Christian Estrosi.